# Glaris Nord
Glaris Nord est une commune suisse du canton de Glaris. Elle est créée le 1er janvier 2011 par la fusion de 8 autres communes.

## Géographie

### Situation
Le territoire de Glaris Nord s'étend sur 146,88 km2. Lors du relevé de 2013-2018, les surfaces d'habitations et d'infrastructures représentaient 6,3 % de sa superficie, les surfaces agricoles 36,0 %, les surfaces boisées 41,3 % et les surfaces improductives 16,5 %.
| Benken Reichenburg    | Schänis/Weesen | Lac de Walenstadt |
| Schübelbach Innerthal | Glaris Nord    | Quarten           |
|                       | Glaris         | Glaris Sud        |

### Transports
L'autoroute A3 traverse la commune.
La commune compte quatre gares ferroviaires : à Bilten, sur la ligne ferroviaire de la rive gauche du lac de Zurich (de), à Niederurnen-Oberurnen et à Näfels-Mollis sur la ligne Ziegelbrücke-Linthal (de) et à Mühlehorn, sur la ligne Ziegelbrücke-Sargans (de).

## Histoire
La commune est créée par votation populaire par fusion des anciennes communes de Bilten, Filzbach, Mollis, Mühlehorn, Näfels, Niederurnen, Oberurnen, Obstalden.

## Démographie

### Évolution de la population
Glaris Nord compte 19 428 habitants au 31 décembre 2022 pour une densité de population de 132 hab/km2. Sur la période 2010-2019, sa population a augmenté de 12,1 % (canton : 5,1 % ; Suisse : 9,4 %).  

### Pyramide des âges
En 2020, le taux de personnes de moins de 30 ans s'élève à 32,1 %, au-dessus de la valeur cantonale (30,8 %). Le taux de personnes de plus de 60 ans est quant à lui de 24,8 %, alors qu'il est de 27,6 % au niveau cantonal.
La même année, la commune compte 9 572 hommes pour 9 260 femmes, soit un taux de 50,8 % d'hommes, supérieur à celui du canton (50,5 %).
| Hommes | Classe d’âge | Femmes |
| ------ | ------------ | ------ |
| 0,4    | 90 ans ou +  | 1,2    |
| 6,3    | 75 à 89 ans  | 8,9    |
| 16,4   | 60 à 74 ans  | 16,3   |
| 21,7   | 45 à 59 ans  | 20,9   |
| 22,5   | 30 à 44 ans  | 21,2   |
| 16,9   | 15 à 29 ans  | 16,1   |
| 15,7   | - de 14 ans  | 15,4   |

| Hommes | Classe d’âge | Femmes |
| ------ | ------------ | ------ |
| 0,5    | 90 ans ou +  | 1,5    |
| 7,3    | 75 à 89 ans  | 9,9    |
| 17,9   | 60 à 74 ans  | 18,0   |
| 21,8   | 45 à 59 ans  | 21,3   |
| 20,8   | 30 à 44 ans  | 19,4   |
| 17,0   | 15 à 29 ans  | 15,6   |
| 14,6   | - de 14 ans  | 14,4   |